# Stazione di Milano Quarto Oggiaro
Stazione di Milano Quarto Oggiaro vasútállomás Olaszországban, Lombardia régióban, Milánó településen.

## Vasútvonalak
Az állomást az alábbi vasútvonalak érintik:
- Milánó–Saronno-vasútvonal

## Kapcsolódó állomások
A vasútállomáshoz az alábbi állomások vannak a legközelebb:
- Stazione di Milano Nord Bovisa
- Stazione di Novate Milanese